# Le convenienze ed inconvenienze teatrali
Le convenienze ed inconvenienze teatrali (en español, Las conveniencias y las inconveniencias teatrales) es una farsa operística en un acto, dos escenas, con música de Gaetano Donizetti y libreto en italiano de Domenico Gilardoni, basado en las obras de Antonio Simone Sografi Le convenienze teatrali (1794) y Le inconvenienze teatrali (1800). La ópera, denominada "farsa in un atto", se estrenó en el Teatro Nuovo de Nápoles el 21 de noviembre de 1827.

## Historia
El título se refiere a las convenienze ("conveniencias"), que eran las normas relativas a las categorías de los cantantes (primo, secondo, comprimario) en la ópera italiana del siglo XIX, y el número de escenas, arias etc. que ellos tenían derecho a esperar.
La ópera se representó inicialmente en el Teatro Nuovo de Nápoles el 21 de noviembre de 1827 como una farsa en un solo acto, basada en Le convenienze teatrali. Tuvo buen éxito. Donizetti revisó la obra y le añadió recitativos y material de Le inconvenienze teatrali; esta versión final tenía dos actos y se estrenó en el Teatro alla Cannobiana, Milán el 20 de abril de 1831.  
Convenienze tuvo su primera gran reposición moderna en 1963 en Siena, y posteriormente apareció en una serie de traducciones y con títulos diversos, especialmente como Viva la mamma, una adaptación al alemán presentada en Múnich en el año 1969
. En la versión con este título se recuerdan sobre todo las interpretaciones de Montserrat Caballé (Corilla) y Juan Pons (Mamma Ágata). La simpatía de la ópera se debe a las frecuentes partes de dialecto napolitano (luego italianizado por el propio Donizetti en una versión posterior) y al singular personaje de Mamma Ágata, único cantante masculino que recita un papel en travesti (barítono), mientras era habitual lo contrario, una mujer interpretando a un hombre, hasta una de las últimas óperas de Verdi (Un ballo in maschera, 1859). 
Hoy se representa raramente. En las estadísticas de Operabase aparece la n.º 155 de las óperas representadas en 2005-2010, siendo la 49.ª en Italia y la sexta de Donizetti, con 20 representaciones en el período. Entre ellas estuvo la representación en La Scala de Milán en octubre de 2009 bajo la dirección de Marco Guidarini, y en junio de 2021 en el Teatro Real de Madrid con Laurent Pelly como director de escena.

## Personajes
| Personaje                                                             | Tesitura        | Reparto del estreno, Primera versión 21 de noviembre de 1827 (Director: -) | Reparto del estreno, Final revisión 20 de abril de 1831 (Director: - ) |
| --------------------------------------------------------------------- | --------------- | -------------------------------------------------------------------------- | ---------------------------------------------------------------------- |
| Daria Garbinati, prima donna                                          | soprano         | Giulia Grisi                                                               | Fanny Corri-Paltoni                                                    |
| Procolo, su esposo                                                    | bajo o barítono | Cesare Badiali                                                             |                                                                        |
| Biscroma Strappaviscere, director, (literalmente, destripador)        | barítono        | Cesare Badiali                                                             |                                                                        |
| Donna Ágata Scanagalli, madre de Luigia, una napolitana               | barítono        | Gennaro Luzio                                                              |                                                                        |
| Luiga Castragatti, seconda donna, (literalmente, castradora de gatos) | soprano         | Giulia Grisi                                                               |                                                                        |
| Guglielmo Antolstoinoff, primo tenore, alemán                         | tenor           | Domenico Reina                                                             | Giuseppe Giordano                                                      |
| Cesare Salzapariglia, poeta y apotecario, "zarzaparrilla"             | barítono        | Vincenzo Galli                                                             |                                                                        |
| Impresario                                                            | bajo            | Cesare Badiali                                                             |                                                                        |
| Director teatral                                                      | bajo            | Vincenzo Galli                                                             |                                                                        |
| Soldados, criados, trabajadores                                       |                 |                                                                            |                                                                        |